# Meher Baba
Pour les articles homonymes, voir Baba.
Meher Baba  (devanagari : मेहेर बाबा), né Merwan Sheriar Irani le 25 février 1894 à Pune et mort le 31 janvier 1969 à Meherazad, est un gourou indien qui a déclaré en 1954 qu'il était l'avatar de son temps.

## Biographie

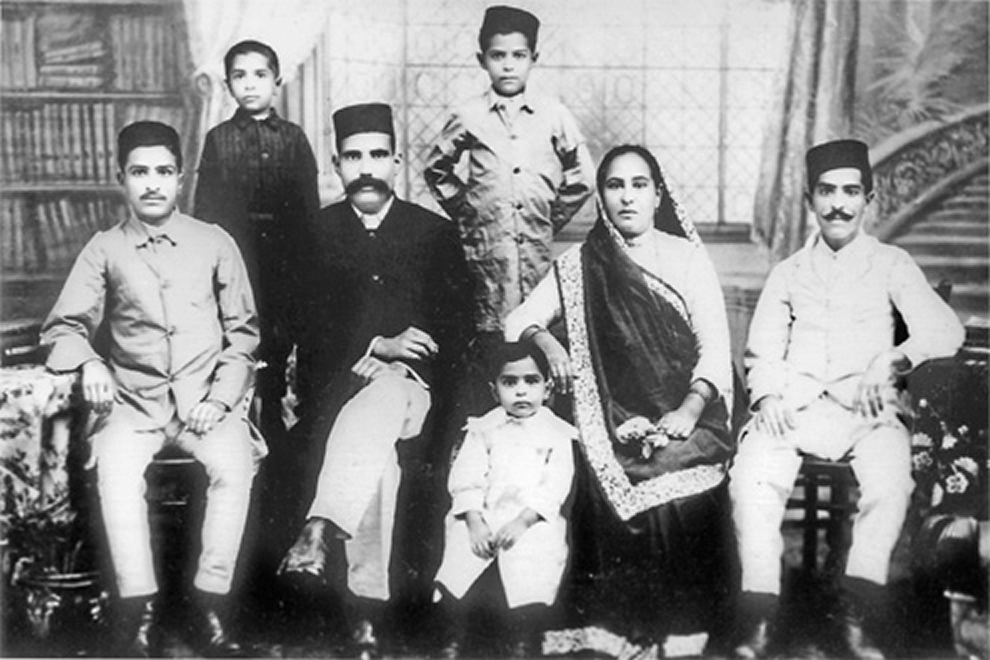
Merwan (Meher Baba) et sa famille : (de gauche à droite) Merwan (Meher Baba), Behram, Khodadad (oncle paternel de Merwan), Jal (centre haut), Ardeshir (Adi Jr.), Shireen (sa mère), Jamshed. Mani, la sœur de Merwan n'était pas encore née, v. 1917

Meher Baba est né dans une famille pârsî à Pune, Inde. Il a mené une enfance sans intérêt particulier pour les questions spirituelles.
À l'âge de 19 ans, un bref contact avec la sainte soufie Hazrat Babajan (en) a déclenché en lui un processus de transformation qui dura sept ans. Durant la plupart de ces années-là, il a semblé fou. Il est entré en contact avec d'autres figures spirituelles qu'il a appelées « les cinq maîtres parfaits », et s'est installé à Sakori à proximité de Upasani Maharaj (en), son maître spirituel, avant de commencer son travail public. Le nom de Meher Baba, qui signifie « Père compassionné », lui a été donné par ses premiers disciples.
De 1925 jusqu'à la fin de sa vie, Meher Baba a maintenu le silence, et a communiqué par le moyen d'un tableau alphabétique ou par gestes. Il a passé de longues périodes de retraite, pratiquant souvent le jeûne, mais il intercalait souvent ces périodes dans des périples, des réunions publiques, et des œuvres de charité, lors desquelles il aidait les lépreux, les pauvres, et les fous.
Durant une période il a voyagé incognito à travers l'Inde, menant ce qu'il a appelé la « Vie nouvelle ». Le 10 février 1954, Meher Baba a déclaré qu'il était l'Avatar (une incarnation de Dieu).
Après deux accidents de voiture, un aux États-Unis en 1952 et un en Inde en 1956, sa capacité à marcher devint sérieusement limitée. En 1962, beaucoup de disciples occidentaux sont invités à rencontrer ses mandali indiens dans une série de rencontres appelée « Le Rassemblement Est-Ouest ».
En 1966, Baba dénonça le problème posé par la montée des abus de drogue en Occident, discréditant ses prétendus bienfaits sur le plan spirituel. Malgré la détérioration de sa santé, il continua son « travail universel » comprenant jeûne, réclusion et méditation, jusqu'à sa mort survenue le 31 janvier 1969.
Son samadhi (tombeau) à Meherabad, en Inde, est devenu un lieu de pèlerinage international.

## Premières années

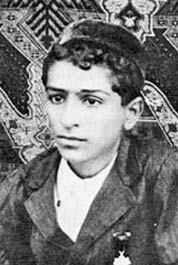
Meher Baba à 16 ans en 1910

Meher Baba était un Irani né à Pune, en Inde, d'une famille zoroastrienne. Son nom officiel était Merwan Sheriar Irani. Il était le second fils de Sheriar Mundegar Irani, un Zoroastrien persan qui avait été un derviche soufi errant avant de s'installer à Pune, et de la jeune épouse de Sheriar, Shireen.
Ses camarades de classe surnommaient Merwan, de nature espiègle, « Électricité ». Jeune garçon, il forma le Club Cosmopolite qui avait pour but de s'informer sur les nouvelles du monde et de donner de l'argent pour des œuvres charitables - que les garçons récoltaient souvent en pariant aux courses de chevaux. Merwan avait une très belle voix, connaissait plusieurs instruments et écrivait des poèmes. Pratiquant couramment plusieurs langues, il appréciait particulièrement la poésie de Hafiz, mais aussi de Shakespeare et de Shelley.
Durant sa jeunesse, Merwan n'avait pas de penchant pour le mysticisme ni d'expériences mystique, mais il était « pacifié par le sens de sa propre destinée ». Il portait plus d'intérêt envers les sports, en particulier le cricket. Baba expliqua plus tard qu'un voile est toujours placé sur l'Avatar jusqu'au moment propice pour le commencement de son travail. À l'âge de dix-neuf ans, durant sa seconde année d'université, alors qu'il rentrait chez lui depuis le Deccan College de Pune à bicyclette, il rencontra un maître spirituel, une soufie très âgée, appelée Hazrat Babajan, qui l'embrassa sur le front. Cet événement eut un profond impact sur Merwan. Il fit alors l'expérience de visions et de sensations mystiques tellement puissantes qu'il en abandonna ses activités ordinaires. Il se mit à se frapper la tête contre une pierre pour maintenir, comme il l'expliqua plus tard, le contact avec le monde physique. Il rentra aussi en contact avec quatre autres figures spirituelles, qui étaient, selon lui, avec Babajan, les cinq « Maîtres parfaits » de l'époque : le soufi Hazrat Tajuddin Baba de Nagpur, et les guru indiens Narayan Maharaj de Kedgaon, Sai Baba de Shirdi et Upasni Maharaj (en) de Sakori.
Upasni l'aida, dit-il, à intégrer ses expériences mystiques avec une conscience normale, lui permettant ainsi de fonctionner dans le monde sans diminuer son expérience de la réalisation de Dieu. En 1921, à l'âge de 27 ans, après avoir vécu sept années avec Upasni, Merwan commença à attirer sa propre audience. Ses premiers disciples lui donnèrent le nom de « Meher Baba », ce qui signifie Père compassionné.
En 1922, Meher Baba et ses disciples fondèrent le « Manzil-e-Mîm » (Maison du Maître) à Bombay. Là, Baba commença à pratiquer l'exigence d'une stricte discipline et d'une obéissance sans faille de la part de ses disciples. Une année plus tard, Baba et ses « mandalis » (membres du « cercle » de disciples) partirent pour s'établir dans un lieu à quelques kilomètres d'Ahmednagar, qu'il baptisa « Meherabad » (Meher florissant). Cet âshram deviendra le centre de son travail. En 1924, Meher Baba y créa un internat scolaire, qu'il appela « Prem Ashram » (Ashram de l'amour). Cette école était gratuite et ouverte à toutes les castes et croyances. Elle amena des étudiants depuis toute l'Inde et l'Iran.

### Silence

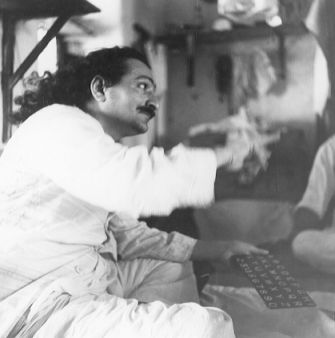
De 1925 à 1954 Meher Baba communiqua en pointant sur les lettres d'un tableau alphabétique.

Du 10 juillet 1925 jusqu'à sa mort en 1969, Meher Baba garda le silence. Il communiqua tout d'abord au moyen d'un tableau alphabétique, puis plus tard par un langage gestuel propre qui était interprété et transmis par l'un de ses mandali, habituellement par son disciple Eruch Jessawala. Meher Baba déclara que son silence n'était pas entrepris en tant qu'exercice spirituel mais uniquement en lien avec son travail universel.

« Parce qu’il ne vit pas la parole de Dieu, l’homme dénature l’enseignement des Messies et le plus souvent n’en retient que l’ombre. Plutôt que de compatir aux maux de ses semblables, l’homme en appelle au nom de Dieu pour trouver la justification de sa violence. Alors que la parole de Dieu lui permettait une vie pure, humble, et vraie, l’homme a préféré la cupidité, la haine et la violence. Parce que, dans le passé, l’homme s’est détourné des leçons de Dieu, dans mon actuelle incarnation d’Avatar, j’ai gardé le silence. »

## Années 1930

### Premiers contacts avec l'Occident
Dans les années 1930, Meher Baba inaugura une période de multiples périples à travers le monde, dont plusieurs voyages vers l'Europe et l'Amérique du Nord. Ce fut alors qu'il prit ses premiers contacts avec son premier groupe de proches disciples occidentaux. Il voyageait avec un passeport persan car il avait abandonné l'écriture aussi bien que la parole, et ne voulait pas signer les formulaires requis par le gouvernement britannique des Indes.
Durant son premier voyage vers l'Europe en 1931, il prit le SS Rajputana, le même bateau qui transportait le Mahatma Gandhi qui se rendait à la seconde table ronde à Londres. Meher Baba et Gandhi se rencontrèrent trois fois à bord ; une de ces entrevues dura trois heures. La presse britannique insista sur ces rencontres mais un assistant de Gandhi déclara : « Vous pouvez écrire en insistant sur le fait que Gandhi n'a jamais demandé à Meher Baba de l'aide, ni de conseil spirituel ou autre ».

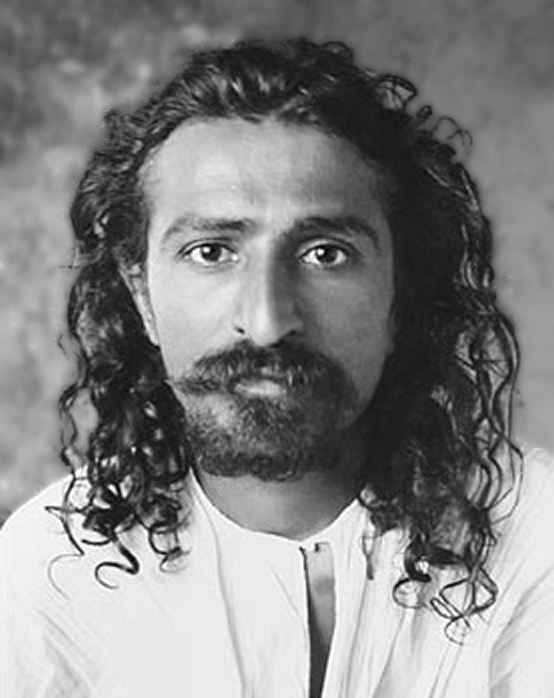
Meher Baba en 1925, année durant laquelle il commença son silence qui allait durer toute sa vie

Durant la traversée, il fut interviewé par l'Associated Press, qui le cita décrivant son voyage comme « une nouvelle croisade [...] qui tente de briser les barrières religieuses, de détruire le matérialisme américain et d'amalgamer toutes les croyances en un élément commun d'amour ». Son intention, selon l'article qui parut, était de sauver des milliers d'Américains du péché. Décrivant Baba comme le « Messie », l'article déclare qu'il avait cité des miracles qu'il avait effectués, et qu'il avait dit qu'une personne qui devient Une avec la vérité peut accomplir ce qu'elle veut, mais que c'est une faiblesse d'accomplir des miracles uniquement dans le but de montrer un pouvoir spirituel. Toutefois, un autre compte-rendu de l'interview affirme que lorsque Baba fut questionné à propos des miracles qui lui étaient attribués, il répondit : « Le seul miracle pour l'Homme parfait est de rendre les autres parfaits également. Je veux que les Américains réalisent l'état infini dont moi-même je jouis. »
Baba fut invité au lieu de retraite nommé « Meherashram » à Harmon (État de New York) par Malcolm et Jean Schloss. L'article du magazine Time consacré à cette visite affirme que Schloss faisait référence à lui avec des majuscules, c'est-à-dire « Il, Lui, Son, Lui-même » et que Baba était décrit par ses disciples comme le « Dieu-Homme », le « Messie », ou bien le « Maître Parfait ».
Le 20 mai 1932, Baba arriva à New York et fournit à la presse une déclaration en 1 000 mots, qui fut décrite par son disciple Quentin Tod comme son « Message à l'Amérique ». Baba s'y proclame « Un avec la source infinie de tout » et déclare son intention de briser son silence : « Quand je parlerai, mon message originel sera transmis au monde et il devra être accepté ». Quand on lui demanda ce qu'il pensait de la situation politique indo-britannique, il ne fit aucun commentaire, mais ses disciples expliquèrent qu'il avait conseillé à Gandhi d'abandonner la politique.
En Occident, Meher Baba rencontra des personnes intéressées par ce qu'elles avaient entendu de son statut spirituel et de son travail en Inde. Nombreuses d'entre elles étaient des célébrités et des artistes, comme Gary Cooper, Charles Laughton, Tallulah Bankhead, Boris Karloff, Tom Mix, Maurice Chevalier, Ernst Lubitsch parmi d'autres.
Le 1er juin 1932, Mary Pickford et Douglas Fairbanks Jr. organisèrent une réception pour Baba à Pickfair où il délivra un message pour Hollywood,. En 1934, après avoir annoncé qu'il briserait le silence qu'il s'était imposé au Hollywood Bowl, Baba changea soudain ses plans et s'en fut à bord de l'Empress of Canada pour Hong Kong sans plus d'explications. L'Associated Press rapporta que « Baba avait décidé de reporter la rupture de son jeûne de paroles à février car les « conditions n'étaient pas encore mûres » ». Il retourna en Angleterre en 1936 mais ne revint pas aux États-Unis avant le début des années 1950.
À la fin des années 1930, Meher Baba invita un groupe de femmes occidentales à se joindre à lui en Inde où il organisa une série de voyages à travers le pays, qui furent plus tard appelés les tours du Bus Bleu. Lorsqu'elles rentrèrent chez elles, de nombreux journaux dénoncèrent leur voyage comme scandaleux. La critique, en 1936, du Time Magazine de God Is My Adventure décrit la fascination américaine, quatre années plus tôt, pour le « Parsi aux cheveux longs et à la moustache soyeuse qui s'appelle Shri Sadgaru [sic] Meher Baba ».

### LesDiscours
Durant les premiers rassemblements de ses proches disciples et de fidèles, Meher Baba dicta des discours sur de nombreux sujets spirituels. Entre 1938 et 1943, à la demande de la princesse et actrice Norina Matchabelli, l'une de ses premières fidèles Occidentales, Meher Baba a dicté une série de discours au moyen de son tableau alphabétique en vue d'une publication dans le Meher Baba Journal,journal que la princesse avait fondé à New York. Ces discours, transcrits et édités par des proches disciples à partir de points essentiels communiqués par Baba, abordent de nombreux aspects de la vie spirituelle, et offrent une indication simple et pratique pour l'individu en recherche. Pendant ces années, au moins un discours était publié mensuellement dans la revue. C. D. Deshmukh, un proche disciple de Meher Baba, a compilé et édité les discours.
En 1939 et 1954, une anthologie en cinq volumes, intitulée Discourses (Discours), a connu plusieurs impressions. En 1967, Meher Baba a supervisé personnellement l'édition et la publication d'une nouvelle version en trois volumes des Discourses, connue comme la sixième édition. La 7e édition des Discourses, largement diffusée, publiée en 1987 (après la mort de Baba), contient de nombreuses modifications éditoriales qui n'ont pas été spécifiquement autorisées par Meher Baba.

## Années 1940

### Travail avec lesmast

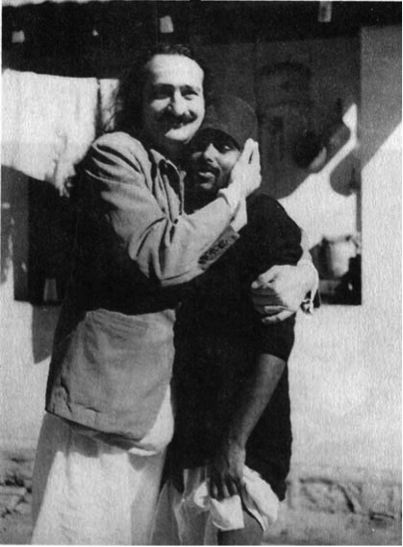
Meher Baba avec le mast Shariat Khan à Bangalore

Dans les années 1940, Meher Baba mena un important travail avec une catégorie de personnes qu'il appelait mast : des personnes « enivrées de Dieu ». Selon Meher Baba ces individus sont principalement handicapés par leur expérience de l'enchantement des plans spirituels élevés. Bien qu'extérieurement les mast puissent apparaître irrationnels ou même fous, Meher Baba dit que leur statut spirituel était en fait très élevé, et qu'en les rencontrant, il les aidait à avancer spirituellement, tandis qu'il utilisait leur aide pour son travail spirituel.
Meher Baba rencontra des milliers de mast à travers tout le sous-continent, et mit en place des âshrams temporaires où on prenait soin d'eux. L'un des plus célèbres d'entre eux, appelé Mohammed Mast, vécut à Meherabad jusqu'à sa mort en 2003.

### La Vie nouvelle
En 1949, Meher Baba entama une période énigmatique de sa vie, qu'il appela « Vie nouvelle ». Après avoir formellement demandé à certains de ses disciples s'ils se sentaient capables et prêts à obéir à ses ordres les plus difficiles, Meher Baba choisit vingt d'entre eux et invita ces « compagnons » à le rejoindre pour mener une vie de complète « absence d'espoir, absence d'aide et absence de but, ».
Il prit soin des besoins de ceux qui lui étaient dépendants financièrement, puis lui et ses compagnons abandonnèrent toute propriété et toutes responsabilités financières. Ils se mirent alors à voyager incognito à travers l'Inde, sans argent, sans domicile fixe, à mendier de la nourriture, tout en observant les instructions de Baba qui se rapportaient à une stricte observance des « conditions de la Vie nouvelle ». Parmi celles-ci, on trouvait l'acceptation absolue de n'importe quelle circonstance, et le maintien d'un visage toujours enjoué quelles que soient les difficultés. Les compagnons qui échouaient dans l'observation de ces règles étaient renvoyés chez eux.
À propos de cette Vie nouvelle, Meher Baba écrivit :

« Cette Vie nouvelle est sans fin, et même après ma mort physique, elle sera maintenue vivante par ceux qui vivent une vie de renoncement complet de la fausseté, des mensonges, de la haine, de la colère, de la convoitise et des appétits sexuels ; et qui, tout en accomplissant tout cela, ne commettent pas d'actions lascives, ne causent du tort à quiconque, ne médisent pas, ne recherchent pas de possessions ou de pouvoir matériel, n'acceptent aucun hommage, ne convoitent pas les honneurs ni n'évitent la disgrâce, et ne craignent rien ni personne ; par ceux qui s'en remettent totalement et uniquement à Dieu, qui aiment Dieu uniquement dans l'intention de l'aimer ; qui croient dans les amants de Dieu et dans la réalité de la Manifestation, et qui cependant n'attendent aucune récompense matérielle ou spirituelle ; qui ne lâchent pas la main de la Vérité, et qui, sans être perturbés par les calamités, font face avec courage et de tout leur cœur à toutes les difficultés avec une gaieté à cent pour cent, et qui n'accordent aucune importance aux castes, aux croyances et aux cérémonies religieuses. Cette Vie nouvelle vivra d'elle-même éternellement, même s'il n'y a personne pour la vivre. »

Meher Baba acheva la Vie nouvelle en février 1952 à la suite d'une période de retraite et de jeûne, puis il entama à nouveau une série d'apparitions publiques à travers l'Inde et en Occident.

## Années 1950

### Accident d'automobile aux États-Unis
Dans les années 1950, Meher Baba créa deux centres hors de l'Inde : le Meher Spirituel Center, à Myrtle Beach en Caroline du Sud et l'Avatar's Abode, près de Brisbane, en Australie. Il inaugura le Meher Spiritual Center en avril 1952. Le 24 mai 1952, alors qu'il se rendait de ce lieu vers Meher Mount à Ojai en Californie, l'automobile dans laquelle Meher Baba était assis comme passager fut heurtée de front près de Prague en Oklahoma. Ses compagnons et lui furent éjectés du véhicule et souffrirent de nombreuses blessures. Une des jambes de Meher Baba fut gravement fracturée et il fut blessé au visage. Les blessés furent soignés au Duke Hospital à Durham en Caroline du Nord, puis retournèrent à Myrtle Beach en convalescence.

### Déclaration de son statut d'Avatar
En septembre 1953, à Dehradun, Meher Baba déclara qu'il était « le plus haut des hauts ». Le 10 septembre 1954, il déclara publiquement et explicitement son statut d'Avatar pour la première fois à Meherastana, un coin reculé de l'Inde du Nord, et épela sur son tableau alphabétique « Avatar Meher Baba ki Jai, ».
En septembre de la même année, Meher Baba organisa un « sahavas » à Meherabad, uniquement pour les hommes, qui fut appelé plus tard les « Trois semaines incroyables ». Durant ces journées, Meher Baba délivra une déclaration, « l'Appel de Meher Baba », où il affirmait son statut d'avatar « quels que soient les doutes et les convictions des autres ».
En octobre 1954, Meher Baba abandonna son tableau alphabétique et se mit à utiliser uniquement son système de langage des signes pour communiquer.

### Accident d'automobile en Inde
Le 2 décembre 1956, près de Satara (Maharashtra), le chauffeur du véhicule dans lequel on conduisait Meher Baba en perdit le contrôle et provoqua un grave accident. Meher Baba eut le bassin fracturé ainsi que d'autres blessures. Dr. Nilu, un proche mandali, fut tué par le choc. Cet accident handicapa sérieusement Meher Baba. Bien que les médecins eussent prédit le contraire, il réussit à remarcher à la suite de nombreux efforts ; cependant il souffrit en permanence à la suite de cet événement et ses capacités de déplacement furent sérieusement limitées. En effet, lorsqu'il se rendit en Occident en 1958, il a fallu le transporter la plupart du temps pour aller d'un endroit à un autre. Baba indiqua que ces accidents de voiture et les souffrances qui en résultaient étaient, comme son silence, intentionnés et provoqués par sa propre volonté.

### Dernières visites en Occident
En 1956, à l'occasion de sa cinquième visite aux États-Unis, Baba résida à l'hôtel Delmonica à New York avant de se rendre à Myrtle Beach. En juillet, il alla à Washington et reçut des amis et des disciples chez Mme James Terry (Ivy) Duce, épouse du vice-président de la Arabian American Oil Co.. Par la suite, il se rendit à Meher Mount, avant de continuer vers l'Australie. Sa dernière visite aux États-Unis et en Australie eut lieu en 1958.

## Années 1960

### Réclusion et Rassemblement Orient-Occident
Meher Baba retourna en Inde et entama une série de jeûnes, de méditations et de réclusions de plus en plus intenses et rapprochés. Il disait que bien que son travail fût toujours plus épuisant et éreintant, il le faisait dans le but du bien-être spirituel de l'humanité.
En 1962, Meher Baba organisa l'une de ses dernières participations à une manifestation publique, une série de rencontres qu'il appela le Rassemblement Orient-Occident. Il invita ses disciples occidentaux à rencontrer ses disciples Indiens et il donna son darshan à plusieurs milliers de personnes, malgré l'intense souffrance physique que cela lui provoquait.

### Appel contre la drogue
Au milieu des années 1960, Meher Baba fut de plus en plus préoccupé par l'influence grandissante de la culture psychédélique en Occident et entama une correspondance avec plusieurs scientifiques, dont Timothy Leary et Richard Alpert, dans laquelle il décourageait avec véhémence l'utilisation de toutes les drogues hallucinogènes dans un but spirituel. En 1966, les réponses de Meher Baba sur la question des drogues furent publiées sous la forme d'un pamphlet intitulé God in a Pill? Meher Baba y affirmait que l'usage de drogues était nocif spirituellement et que si l'illumination était possible par l'intermédiaire des drogues, alors « Dieu ne serait pas digne d'être Dieu ». Il encouragea certains de ses jeunes disciples Occidentaux à répandre son message, ce qui augmenta sa notoriété au sein de la jeunesse de cette époque. Dans un entretien avec Frederick Chapman, diplômé de Harvard et chercheur au sein du Programme Fulbright, qui rencontra Meher Baba durant son année d'études en Inde, Meher Baba affirma que le LSD est « nocif sur le plan physique, mental et spirituel » et avertit que « l'utilisation prolongée du LSD mène à la folie ou à la mort ».

### Dernière période de réclusion et mort
À partir du Rassemblement Orient-Occident, la santé de Meher Baba ne fit que se détériorer. Malgré le prix qu'en payait son corps, il continua toutefois à entreprendre de longues périodes de réclusions, de jeûnes et de méditations.
À la fin du mois de juillet 1968, Meher Baba acheva une période de retraite particulièrement éprouvante et déclara que son travail était « achevé à 100 % à ma satisfaction » À partir de ce moment, il resta confiné dans un fauteuil roulant. En l'espace de quelques mois ses conditions physiques s'aggravèrent et il dut rester constamment alité. Son corps était anéanti par des spasmes musculaires dont l'origine n'était pas clairement établie. Malgré les soins de plusieurs médecins, les spasmes continuèrent de s'intensifier.
Meher Baba mourut le 31 janvier 1969, après avoir transmis par ses derniers gestes « N'oubliez pas que je suis Dieu ». Plus tard, ses disciples nommèrent ce jour Amartithi. Son corps fut exposé au public à son samadhi à Meherabad. Couvert de roses et conservé avec de la glace, il resta à la vue du public une semaine durant jusqu'à son enterrement final. Avant son décès, Meher Baba avait méticuleusement préparé un programme de darshan public qui devait se tenir à Pune. Ses mandali décidèrent de continuer son organisation malgré l'absence physique de son hôte. Plusieurs milliers de personnes participèrent à ce « Dernier Darshan », dont des centaines venues de tout l'Occident, dont la France.

## Enseignement
Bien que Meher Baba ait répété à de nombreuses reprises, « Je ne suis pas venu pour enseigner mais pour éveiller », il a fait publier plusieurs textes à visée spirituelle ou métaphysique.

### Métaphysique
Les points de vue métaphysiques de Meher Baba sont particulièrement détaillés dans deux livres, les Discours et surtout Dieu parle. Sa cosmologie utilise des concepts et des termes en provenance du Vedanta, du soufisme et du christianisme,. Meher Baba y soutient le concept de non-dualité et considère la création ou dualité comme une illusion et affirme que le but de la vie est la réalisation consciente de l'Unité absolue de Dieu, qui est inhérente à tous les êtres et les objets, animés ou inanimés. Meher Baba compare l'état « originel » de Dieu (Dieu au-delà) à un océan infini et sans rive qui a seulement une divinité inconsciente, sans conscience de lui-même car il n'y a rien d'autre que lui-même. À partir de cela, Dieu a le caprice de se connaître et se demande « Qui suis-je ? ». En réponse à cette question, la création vint à l'existence. Toujours dans l'analogie, cet océan sans rivage et infiniment calme s'agita alors et forma d'innombrables « gouttes » de lui-même ou « gouttes-âmes ».

### Évolution et involution
Selon Meher Baba, chaque goutte-âme, ou âme individualisée recherche la divinité consciente par l'évolution ; c'est-à-dire qu'elle fait l'expérience des formes au sein de sept « règnes » : la pierre (et le métal), le végétal, le ver, le poisson, l'oiseau, l'animal et l'humain. La goutte-âme acquiert des sanskara ou impressions dans chaque forme ; ces impressions propulsent l'évolution et s'expriment grâce à l'utilisation par la goutte-âme de formes nouvelles et toujours plus complexes. À chaque nouvelle forme, la conscience s'accroît, jusqu'à ce que la goutte-âme atteigne la forme humaine, qui est la forme ultime de l'évolution. Seule celle-ci peut faire l'expérience de sa propre divinité, en entrant dans l'involution, processus dans lequel elle élimine peu à peu toutes ses impressions qui sont la cause de son apparente séparation de Dieu.

### Réincarnation et Réalisation de Dieu
Baba affirme que l'âme individualisée, dans la forme humaine, est sujette à la réincarnation, le « processus involontaire d'association et de dissociation de la conscience ». Le but de la réincarnation est de donner la possibilité d'une libération de l'illusion. L'âme individualisée se réincarne un nombre incommensurable de fois dans toutes les conditions de vie pour embrasser la totalité des expériences humaines (par exemple, homme et femme, riche et pauvre, fort et faible, etc.). Grâce à l'expérience des opposés, les sanskara s'affaiblissent et s'épuisent peu à peu. Voici comment Meher Baba décrit le processus de Réalisation de Dieu : 

« Depuis le tréfonds de l'Infini immuable s'éleva la Question, « Qui suis-je ? ». Et à cette question arrive la réponse, « Je suis Dieu ! ». »

### Maîtres Parfaits et Avatar
Meher dit qu'il existe en permanence cinquante-six âmes réalisées en Dieu sur terre, et que parmi celles-ci, cinq assument le rôle des cinq Maîtres parfaits de leur époque. Quand un de ces Maîtres parfaits meurt, selon lui, une autre âme réalisée en Dieu prend immédiatement sa place.
L'Avatar, selon Meher Baba est la première âme à avoir atteint la réalisation divine. Cette âme, le Maître parfait originel, ou l'« Ancien », s'incarne de manière régulière. Baba dit que cette âme personnifie l'état de Dieu qui dans l'hindouisme est appelée Vishnu et dans le soufisme Parvadigar, c'est-à-dire le protecteur. L'avatar apparaîtrait tous les 700 ou 1400 ans environ ; les cinq Maîtres parfaits de l'époque le font « descendre » sous forme humaine pour qu'il puisse apporter son aide à la création afin qu'elle continue son voyage sans fin vers la Divinité. Baba déclara qu'à d'autres époques l'Avatar avait été connu sous les noms de Zoroastre, Râm, Krishna, Gautama Bouddha, Jésus, et dernièrement Mahomet.
Baba associe le terme Avatar avec des concepts d'autres traditions, dont le Rassoul, le Messie, le Christ, Maitreya, le Sauveur, etc.. Meher Baba décrit l'Avatar comme une jauge qui permet à l'homme de mesurer ce qu'il est et ce qu'il peut devenir. (manque phrase suivante).
La plupart des disciples de Meher Baba acceptent ces affirmations.

## Héritage
Les voyages que Meher Baba a effectués et les discours qu'il a délivrés ont laissé un héritage aux disciples et aux sympathisants dans le monde entier. Bien qu'il ait participé à de larges rassemblements publics, Meher Baba leur a déconseillé de pratiquer le prosélytisme en son nom. Il leur disait plutôt : « Que votre vie elle-même soit mon message d'amour et de vérité envers les autres ».
Il n'existe pas d'organisation centrale autour de Meher Baba ni d'actions coordonnées entre les groupes, ni même aucune exigence de faire partie d'un groupe. Il en résulte donc qu'il n'existe pas de méthode fiable pour compter ses disciples. En vérité, « le groupe est si petit qu'il a échappé à l'attention des spécialistes en études religieuses ». Les « Baba-lovers », comme ils ont coutume de s'appeler entre eux, ne suivent ni rituel, ni obligations. Toutefois, certains d'entre eux observent quelques pratiques communes de manière informelle : parmi celles-ci, le fait de conserver des photographies, des représentations ou des témoignages ayant trait à Meher Baba ; de méditer ou se souvenir, et de s'abstenir de commettre certaines actions que Meher Baba n'aimait pas, en particulier d'utiliser des drogues psychédéliques, dont la marijuana.
Les rassemblements des disciples de Meher Baba sont très informels et de nature avant tout sociale. Un effort particulier a été fait pour le rassemblement à l'occasion d'Amartithi le 31 janvier, et le jour de son anniversaire de naissance, le 25 février. La plupart des « Baba-lovers » gardent le silence le 10 juillet (appelé « jour du Silence ») ; Meher Baba demandait en effet souvent à ses disciples de par le monde de le faire ce jour-là lorsqu'il était vivant.
Trois prières écrites par Meher Baba, la prière du Maître, la prière du Repentir et la prière pour les Baba-lovers, sont récitées matin et soir à son tombeau, et dans de nombreux centres en Inde, suivis de chansons selon l'inspiration des personnes présentes. Toujours à Meherabad, les disciples maintiennent la pratique qu'avait instaurée Meher Baba d'allumer un feu (dhûnî) le 12 de chaque mois, dans lequel les participants jettent des bûchettes de bois de santal qui représentent physiquement les impressions (sanskaras) et désirs qu'ils veulent combattre.
Meher Baba a commencé à connaître une notoriété publique en Occident dès 1932, grâce à l'attention que lui portèrent certaines célébrités de l'époque, et aussi avec le récit plutôt désabusé de Paul Brunton,. Cependant, ce n'est que plus de trois décennies plus tard que l'attention se tourna à nouveau vers lui, à travers le travail de Pete Townshend, guitariste des Who qui composa l'album Who Came First en 1972, en hommage à celui-ci et y enregistra une version de la chanson de Jim Reeves, There's A Heartache Following Me en proclamant que c'était la chanson préférée de Meher Baba. Des parties de l'opéra-rock Tommy (mai 1969) ont été inspirées par l'étude du message de Meher Baba par le guitariste. Le titre de la chanson Baba O'Riley fait également référence au maître spirituel. Plus tard, la chanson de Bobby McFerrin, Don't worry, be happy, a été inspirée par cette citation populaire de Meher Baba qui se retrouve sur de nombreux posters.
L'un de ses mandalis, Bhau Kalchuri (1927-2013), considéré comme le principal biographe de la vie du maître, retraça la vie de Baba dans un ouvrage de vingt volumes, en se basant sur les journaux tenus par les disciples du gourou à partir de 1922.

## Source
- (en) Cet article est partiellement ou en totalité issu de l’article de Wikipédia en anglais intitulé « Meher Baba » (voir la liste des auteurs).